# José Nunes
Nunes, właśc. José Carlos Araújo Nunes (ur. 7 marca 1977 w Castelo de Paiva) – portugalski piłkarz występujący na pozycji obrońcy. Nunes karierę rozpoczął w klubie AD Ovarense. Następnie występował w klubach: FC Maia, SC Salgueiros, Gil Vicente oraz SC Braga. W 2006 roku został zawodnikiem klubu RCD Mallorca.